# فرودگاه لوگانو
فرودگاه لوگانو (به انگلیسی: Lugano Airport) (به زبان بومی: Aeroporto di Lugano-Agno) یک فرودگاه همگانی AOE با کد یاتا LUG است که یک باند فرود آسفالت دارد و طول باند آن ۱۳۵۰ متر است. این فرودگاه در شهر لوگنو کشور سوئیس قرار دارد و در ارتفاع ۲۷۹ متری از سطح دریا واقع شده است.

## شرکت‌های هواپیمایی و مقصدهای پروازی

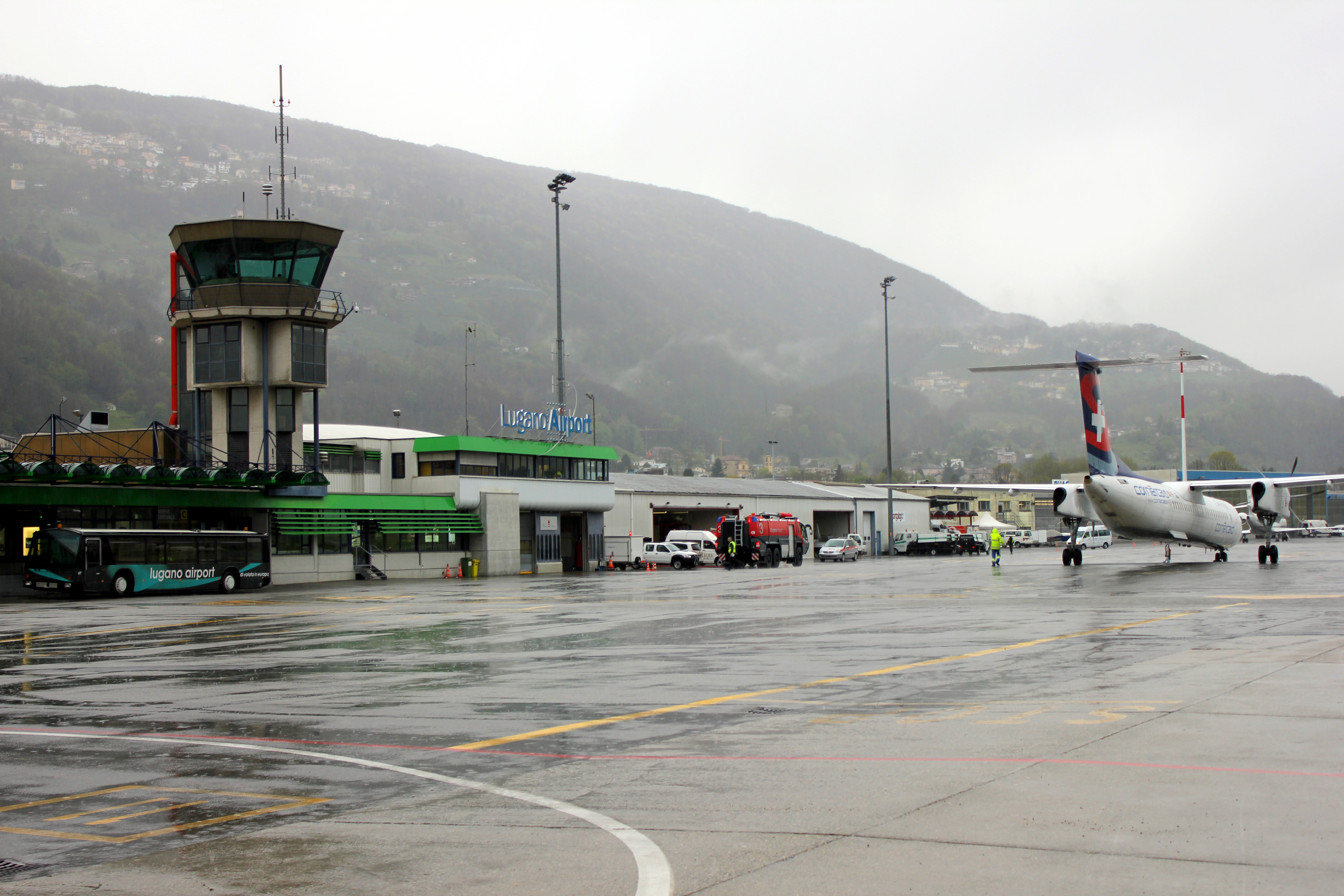
Apron overview

هواپیمایی های زیر پرواز های منظم از فرودگاه لوگانو انجام می دهند:
| شرکت‌های هواپیمایی                                   | مقصدهای پروازی |
| --------------------------------------------------- | --- |
| هواپیمایی اتحاد اجرا توسط هواپیمایی داروین          | ژنو، لئوناردو دا وینچی-فیومیچینو (آغاز از ۱ سپتامبر ۲۰۱۷) فصلی: بریندیسی، کگلیاری-الماس، ایبیزا، اولبیا - کاستا اسمرالدا |
| سیلور ایر                                           | فصلی: مرینا دیکمپو |
| سوئیس اینترنشنال ایرلاینز اجرا توسط آسترین ایرلاینز | زوریخ |

نزدیک ترین فرودگاه بین المللی به لوگانو در فاصله 65 کیلومتری و در شهر میلان در ایتالیا است.